# Piletocera microdontalis
Piletocera microdontalis là một loài bướm đêm trong họ Crambidae.